# Pugilato ai XVII Giochi panamericani - Pesi mediomassimi
Il torneo di pugilato dei pesi mediomassimi ai XVII Giochi panamericani si è svolto a Toronto dal 19 al 25 luglio 2015 e vi hanno preso parte 10 pugili di 10 differenti nazioni. Il limite di peso della categoria è di 81 chilogrammi e il campione uscente, vincitore a Guadalajara nel 2011, era il cubano Julio César la Cruz, presente anche a Toronto in questa stessa categoria.

## Risultati
|  | Primo turno            | Primo turno            | Primo turno |  |  | Quarti di finale       | Quarti di finale       | Quarti di finale     |   |                     | Semifinali          | Semifinali          | Semifinali |  |  | Finale | Finale | Finale |
|  |                        |                        |             |  |  |                        |                        |                      |   |                     |                     |                     |            |  |  |        |        |        |
|  |                        |                        |             |  |  |                        |                        |                      |   |                     |                     |                     |            |  |  |        |        |        |
|  |                        |                        |             |  |  | Julio César la Cruz    | Julio César la Cruz    | 3                    |   |                     |                     |                     |            |  |  |        |        |        |
|  | Carlos Mina            | Carlos Mina            | KOT -R1     |  |  | Carlos Mina            | Carlos Mina            | 0                    |   |                     |                     |                     |            |  |  |        |        |        |
|  | Adrian Biscette        | Adrian Biscette        | -           |  |  |                        |                        |                      |   | Julio César la Cruz | Julio César la Cruz | 3                   |            |  |  |        |        |        |
|  |                        |                        |             |  |  |                        | Juan Carlos Carrillo   | Juan Carlos Carrillo | 0 |                     |                     |                     |            |  |  |        |        |        |
|  |                        |                        |             |  |  | Juan Carlos Carrillo   | Juan Carlos Carrillo   | 3                    |   |                     |                     |                     |            |  |  |        |        |        |
|  |                        |                        |             |  |  | Marcos Escudero        | Marcos Escudero        | 0                    |   |                     |                     |                     |            |  |  |        |        |        |
|  |                        |                        |             |  |  |                        |                        |                      |   |                     | Julio César la Cruz | Julio César la Cruz | 3          |  |  |        |        |        |
|  |                        |                        |             |  |  |                        | Albert Ramirez Duran   | Albert Ramirez Duran | 0 |                     |                     |                     |            |  |  |        |        |        |
|  |                        |                        |             |  |  | Jose Moya Hernandez    | Jose Moya Hernandez    | 0                    |   |                     |                     |                     |            |  |  |        |        |        |
|  |                        |                        |             |  |  | Rogelio Romero         | Rogelio Romero         | 3                    |   |                     |                     |                     |            |  |  |        |        |        |
|  |                        |                        |             |  |  |                        |                        |                      |   | Rogelio Romero      | Rogelio Romero      | 0                   |            |  |  |        |        |        |
|  | Michel de Souza Borges | Michel de Souza Borges | 2           |  |  |                        | Albert Ramirez Duran   | Albert Ramirez Duran | 3 |                     |                     |                     |            |  |  |        |        |        |
|  | Steven Nelson          | Steven Nelson          | 1           |  |  | Michel de Souza Borges | Michel de Souza Borges | 0                    |   |                     |                     |                     |            |  |  |        |        |        |
|  |                        |                        |             |  |  | Albert Ramirez Duran   | Albert Ramirez Duran   | 3                    |   |                     |                     |                     |            |  |  |        |        |        |
|  |                        |                        |             |  |  |                        |                        |                      |   |                     |                     |                     |            |  |  |        |        |        |